# Чэнчэн
Чэнчэ́н (кит. упр. 澄城, пиньинь Chéngchéng) — уезд городского округа Вэйнань провинции Шэньси (КНР). Название означает «город Чэн» и по одной версии происходит от реки Чэнцюаньшуй, а по другой — является ошибочным написанием названия «город Чжэн» (в древности в этих местах находился уезд с названием Чжэн).

## История
При империи Цинь в этих местах был создан уезд Бэйчжэн (北徵县). При империи Хань его название было изменено на Чжэнсянь (徵县), а затем он был присоединён к уезду Хэян.
При империи Северная Вэй в 446 году были созданы уезды Чэнчэн, Уцюань (五泉县) и Саньмэнь (三门县). При империи Северная Чжоу в 558 году уезды Уцюань и Саньмэнь были присоединены к уезду Чэнчэн.
При империи Тан в 620 году из уезда Чэнчэн был выделен уезд Чаннин (长宁县), но в 634 году он был вновь присоединён к уезду Чэнчэн.
В 1950 году был создан Специальный район Вэйнань (渭南专区), и уезд вошёл в его состав. В 1956 году Специальный район Вэйнань был расформирован, и уезд стал подчиняться напрямую властям провинции Шэньси. В 1958 году уезд Чэнчэн был расформирован, а его территория — разделена между уездами Дали и Пучэн.
В 1961 году Специальный район Вэйнань был создан вновь, и восстановленный в прежних границах уезд вновь вошёл в его состав. В 1969 году Специальный район Вэйнань был переименован в округ Вэйнань (渭南地区). В 1994 году постановлением Госсовета КНР были расформированы Округ Вэйнань и городской уезд Вэйнань, и образован городской округ Вэйнань.

## Административное деление
Уезд делится на 1 уличный комитет и 9 посёлков.